# Cryptoblepharus ater
Cryptoblepharus ater (чорний змієокий сцинк) — вид сцинкоподібних ящірок родини сцинкових (Scincidae). Ендемік Коморських Островів.

## Поширення і екологія
Чорні змієокі сцинки є ендеміками острова Великий Комор в архіпелазі Коморських островів. Вони живуть на скелястих узбережжях, трапляються серед скель та поблизу людських поселень, на висоті до 30 м над рівнем моря.

## Збереження
МСОП класифікує цей вид як вразливий. Cryptoblepharus aldabrae загрожує знищення природного середовища, хижацтво з боку інвазивних щурів та конкуренція з інтродукованими звичайними агамами.